# 卢沙野
卢沙野（1964年10月—），浙江乐清人，生于江苏南京，中华人民共和国外交官，中國共產黨黨員，现任中华人民共和国政府欧洲事务特别代表，曾担任中华人民共和国駐法国兼驻摩纳哥大使（第11任）。他被視為是战狼外交的代表人物之一，任內發言多有爭議。

## 生平
小学四年级起在南京外国语学校学习法语专业，初高中时光也在南外度过；1982年考入外交学院，毕业后考进中华人民共和国外交部。1988年，任中华人民共和国驻几内亚大使馆职员、随员。1991年，任中华人民共和国外交部非洲司随员、三秘、副处长、一秘、处长。1999年，任中华人民共和国外交部非洲司参赞。2001年，任中华人民共和国驻法兰西共和国大使馆参赞。2003年，任中华人民共和国外交部非洲司副司长。2006年，任中國和塞內加爾復交後首任中华人民共和国驻塞内加尔大使。2009年，任中华人民共和国外交部非洲司司长。2014年7月，挂职任武漢市副市長。2015年7月22日，不再担任武汉市副市长，随后出任中央外事工作领导小组办公室政策研究局局长。
2017年2月，接替罗照辉任中华人民共和国驻加拿大大使。2019年6月卸任。
2019年7月，接替翟雋出任駐法國大使。
2023年5月，鑑於評論前蘇聯主權嚴重失誤事件，有消息稱盧沙野即將被召回。5月12日，中國外交部對這一消息予以否認。6月，再次有媒体宣稱盧沙野將回國接任中國人民對外友好協會會長，從事民間外交。截至7月初，盧沙野仍在中法品牌高峰論壇上以大使身份致辭，但此後趨於低調。直到2024年12月，自驻法国大使兼驻摩纳哥大使离任。
2025年2月，接替吴红波大使担任中国政府欧洲事务特别代表。此事曾讓部分歐洲媒體曾表態不快，尤其是其強硬態度問題，不過隨後盧沙野對於俄烏戰爭的轉折則稱，可見中國盡所能保持中立原則不需被質疑，他又批烏克蘭和平進程不該僅由美俄說了算，應多聽取歐洲的觀點與意見。
卢沙野与王立文已婚，育有一子。

## 争议

### 指責法国疗养院
2020年4月14日，卢沙野驻扎的中国驻法国大使馆因在其网站发表一系列贬抑欧美各国和称赞中国抗疫的争议性文章，而被法国外交部部长让-伊夫·勒德里昂传召抗议。原因是2日前，中国大使馆的网站上发表名为《把颠倒的事实再颠倒过来——一名中国驻法国使馆外交官对新冠肺炎疫情的观察》的文章。内容引述匿名的中国外交官指控西方国家在管理2019冠状病毒病疫情危机方面对中国不公平对待，并指责法国疗养院的护理人员放弃了职务，让老人们在饥饿和疾病中死去，而引起法国各党派人士的强烈不满，指责中方发布不实资讯和侮辱法国的医护人员。法国外交部对此发文告批评：「中国大使馆代表最近采取的一些公共立场与我们两国双边关系的立场不一致，对此表示遗憾」，并表示不同意最近对中华人民共和国驻法国大使的某些言论。

### 阻挠访台风波
2021年，卢沙野去信法国参议院友台灣小组主席阿兰·里夏尔，在信中要求取消访问台灣的行程，因其信件用詞尖酸刻薄引發法方不滿而批評。中方則反批法國媒體公開此信，憤而直接公開信件全文，這引起更多輿論，認為卢沙野在干涉法國內政。法国战略研究基金会（FRS）学者安托万·邦达在推特上发文批评卢沙野干预法国民主制度，不可接受。
3月19日，中国驻法国大使馆发推法国学者邦达是“小流氓”（petite frappe），引发法国舆论界的挞伐，議員更要求外交部長出來表態。法国欧洲议会议员拉斐爾·格魯克斯曼称 “如果我们的政府领导人还有尊严和国家意识，应立刻传召中国大使，然后跟他严正解释：‘如果您再继续撒野，就马上回中国’，在某些时刻，再也不能视而不见，必须挺直脖子。”法國著名政治學者帕斯卡尔·博尼法斯則表示：「我並不怎麼同意邦達茲對中國的觀點，但是我不能接受外國大使館侮辱法國學者，這種做法不可容忍。」安托万·邦达在接受法国电视五台访谈时表示：「骂我「小流氓」不会影响我的工作。但令人担忧的是中国大使馆在外国任意使用这种粗野的修辞，以及中国大使可以在法国领土随意地辱骂记者和议员」。
3月21日，中國駐法使館再次發表了1,600字的長文，在中文版使用「疯狗」字眼攻击法国舆论，另外邦达受到的攻擊，在法語圈描述下又變更誇張，因為在法文版原文则以「疯狂的鬣狗」（hyènes folles）形容，又称他只是一个「意识形态魔兽」（troll idéologique） ，并批评他亲台湾的立场，指控他们这些人「披着研究人员和媒体的外衣，疯狂地袭攻击中国」（s'affublent des habits de chercheurs et de médias et s'en prennent furieusement à la Chine），根本不配「學者」的資格。中國官方媒體並補充邦达也有惡意攻擊法國其他立場的新疆研究學者的經歷。卢沙野也因此于3月22日被法国外交部传唤问话，并谴责中国大使馆对一名法国研究人员和议员的言论「不可接受」。在法国外交部部长让-伊夫·勒德里昂在推特连发两则针对中国驻法使馆的推文的半个小时后，中国驻法大使馆拒绝了法国外交部的传唤。對此中国驻法大使馆则发文解釋，卢沙野是因行程关系无法前往法国外交部，他明天会前往法国外交部，针对欧盟制裁中国人员与机构，以及台湾相关问题进行说明。消息人士指「我們不想將他列為（persona non grata）」，但已經就辱罵行為本身，提出最嚴正的抗議，並說卢沙野本來想指出台灣問題時被拒，法方只願意在下次討論，他並對於法方的直接很震驚，而對話僅持續20分鐘左右。對此，台灣作家苦苓在臉書上貼文表示：“如果台灣是中國的一部分，中國政府只要不發簽證給法國議員，他們就不能來台灣了，又何須你出面阻攔呢？我看你們才是瘋了吧！”並譏諷其為「盧撒野」大使。

### 台灣問題的言论
2021年10月25日，卢沙野在其中国驻法国大使馆官网发出标题为「中国必须统一，也必然统一」的文章，批判法国《费加罗报》记者塞巴斯蒂安·法莱蒂（Sébastien Falletti）多篇关注台海议题和分析中国军机侵扰台湾的现况的文章，表示《费加罗报》的文章充斥着这对中国的虚假叙述。强调台湾自古以来就是中国领土不可分割的一部分，中国用什么手段解决台湾问题，纯属中国国内问题，任何主权国家都有权使用一切必要手段，包括军事手段，以及批评《费加罗报》记者塞巴斯蒂安·法莱蒂在社论中评论中国对台湾使用军事手段将引发「第三次世界大战」和呼吁劝阻中国是可耻的，亦提醒法国媒体应「恪守职业道德和尊重事实」。
10月27日，无国界记者（RSF）秘书长克里斯托夫·德卢瓦尔向卢沙野发表一篇我们礼貌地呼吁中国驻巴黎大使停止对记者的肆意谩骂的评论，要求中国外交官立刻停止对新闻媒体的肆意谩骂，建议卢沙野如果认为法国媒体对他的口味来说过于独立，他可以尝试申请调职到另一个威权国家，例如朝鲜。RSF表明，这不是卢沙野第一桩干涉新闻自由的事件，在2020年3月，他曾谴责法国记者嘲笑中国，并揭露中国在新冠肺炎疫情中的谎言；同时他也致函法国参议员，要求他取消访台行程未果，接著便辱骂学者邦达「小流氓」，舆论沸腾甚至引起法国外交部召见。无国界记者组织在官网中称，中国驻外大使对记者的挑衅态度是该政权的最高层级为影响国际媒体报道而制定的政策。
2022年8月3日，针对美国众议院议长南希·佩洛西访问台湾接受法媒BFM TV采访，在节目中认为中国统一台湾后要对台湾人民再教育一说，随即受到舆论广泛挞伐。「再教育」一说触碰到部分国际人士的底线，他们称「这是新疆模式输出到海外」。维吾尔人权团体发声反对北京「蛮横行径」，表示「这就是中国在新疆执行集中营的又一证据」。
2024年6月26日，卢沙野在法国外交与联合国协会主办的中法建交60周年专题研讨会中称，台海分治是1940年代国共内战的遗留问题，台湾政权是中国版图中的叛乱政权，中国政府随时有权驱逐这个政权，重新收回台湾的治理权。然而中国政府考虑到台湾民众福祉，不想借用武力实现两岸统一，故提出“和平统一、一国两制”的方针。针对卢沙野的言论，中華民國外交部重申任何扭曲或忽视台湾主权地位的言论，都无法改变两岸政权互不隶属的现状，中华人民共和国从未统治过台湾，台湾不可能是中华人民共和国的一部分，这是国际社会长期公认的客观事实。台方呼吁中国政府正视事实，创造有利于恢复两岸互信及平等对话交流的条件及环境，增进两岸人民的长远福祉。

### 後蘇聯國家無主權論
2023年4月21日，法國電視一台新聞台專訪盧沙野，内容涉及克里米亞歸屬與蘇聯解體等歷史議題。专访过程中，盧一度失控称主持人“未讀過書”，引發批評。当被问到克里米亚是否属于乌克兰时，盧聲稱这取决于如何看待这个问题，并提到克里米亞一開始就屬於俄羅斯，後來是蘇聯共產黨第一書記尼基塔·赫魯雪夫給了烏克蘭。主持人达吕斯·罗舍班提醒卢：“从国际法角度，克里米亚就是属于乌克兰”，盧回应：“从国际法的角度，甚至可以说這些前蘇聯國家沒有有效的国际法地位，因为没有国际协议认定他们作为主权国家的地位”。主持人追问：“您意思是说，苏联解体后，边界秩序的问题仍未解决？”，卢说：“现在不是纠结这些问题的时候，现在最要紧的是实现停火。”主持人接着表示，克里米亚的所属对于乌克兰是一个非常严重的问题，而并非细枝末节，并反問如果拿掉中国的一部分，对中国来说是否是细枝末节。卢沙野回应：“要考虑到冲突的来龙去脉，不能简单地一概而论。”
专访放送后，舆论哗然。波羅的海三國外長立刻發文反駁，以各种方式對卢沙野的觀點表示強烈不滿，并同步召见當地中国代表到本国外交部解释。捷克、意大利、卢森堡、摩尔多瓦等国亦发表谴责声明。乌克兰驻法国大使瓦季姆·奥梅利琴科（英語：Vadym Omelchenko）在Twitter讽刺卢沙野“要么是地理学有明显问题，要么这种说法与‘北京根据国际法以及《联合国宪章》的宗旨和原则基础上努力推动乌克兰重返和平’的官方立场相违”，并提议下次应扩充提问符拉迪沃斯托克归属问题。法國外交部亦發表聲明，對盧相關言論感到“驚愕”，並要求中國當局澄清立場。近80名欧洲议员在法国世界报上发表公开信，稱此種說法正在破壞國際準則，敦促法國外長將盧列為「不受歡迎的人」，呼吁當局考慮驅逐盧。法國外交開放學院創始人費里雍（Thomas Friang）在《星期天報》（Le Journal du Dimanche）發表聲明，要求盧立即公開改正其言論。
中国驻法国大使馆于4月24日上午在官方微信公众号上发布卢沙野在采访讲话中的中文和法文全文。不过当天下午，浏览者再点击该文章，得到的提示信息是“该内容已被发布者删除”。中国驻法使馆未说明为何撤下受访字稿原因。中國駐法國大使館還表示卢关于乌克兰的发言只是其个人观点，不是中国官方的政策宣示。各方继续作出反应：法国外交部同日向卢沙野正式发出外交传票，召见并要求解释；法国总统埃马纽埃尔·马克龙同樣譴責盧沙野语言不当；捷克外交部表示正等待中国驻法国大使作出解释；摩尔多瓦外交与欧洲一体化部回应中国驻法国大使质疑国家主权的言论绝对不能接受，当局正等待中国当局对官方立场的解释；欧盟最高外交政策人宣布，欧盟将参考卢沙野解释的背景下重新评估和调整与中国的关系；德国外交部发言人克里斯蒂安·瓦格纳（Christian Wagner）在柏林新闻发布会对卢沙野的言论表示“我们非常震惊地注意到中国大使在法国电视台发表的声明，特别是因为这些声明与我们目前所知的中国立场不一致”，德国要求中国解释在前苏联国家主权问题上的立场。
中国外交部在4月24日的記者會上並沒有認同盧沙野同月21日的說法，並稱是有關媒體想要曲解中國在烏克蘭的立場所致，有多位記者提問，發言人毛寧重申立場以外交部記者會的表態為準，亦也在網站发表澄清書面声明，宣称尊重各后苏联国家的主权和《联合国宪章》，对于克里米亚的归属立场不变。同日稍晚，中国驻法国大使馆在其法語站發文，称卢沙野的言论属于「个人观点」，对于克里米亚的归属立场只字不提。同日，《環球時報》前總編輯胡錫進則為他辩解稱：盧大使是全權法國大使，代表國家立場應當負責，但烏克蘭的問題明顯不是法國業務，只是他個人比較自由的意見，法國方面應該尊重每個人的發表；其次，主持的提問十分犀利逼人，不管如何趕緊反擊是可以理解的，沒必要貼上戰狼的標籤，而且都有回應其實非常有禮貌。
同日，哈萨克斯坦外交部新闻发言人阿依别克·斯玛迪亚尔沃夫在接受记者采访时，针对中国驻法国大使卢沙野关于后苏联国家主权的言论发表评论称，在1991年12月16日，哈萨克斯坦宣布成为独立主权国家之后，中国是国际上首批承认哈萨克斯坦的主权独立性和领土完整性的国家之一。之后不久，即在1992年1月3日，两国正式宣布建立外交关系。根据国际法，与一个国家建立外交关系，则意味着承认这个国家是国际法的主体，并称中国外交部方面也对该国大使的言论做出了解释并强调了自身的立场。
4月25日，法国欧洲与外交部办公室与中国驻法国大使卢沙野进行了一场计划已久的会面后进行说明。关于卢于21日发表令人震惊的公开言论，特别是声称「前苏联国家在国际法下没有有效的地位」，法国外交部发言人表示，对尊重所有国家的主权、独立和领土完整提出质疑是不可接受的，这些是《联合国宪章》的基本原则，这对所有国家都有约束力。在这方面，整个国际社会，包括中华人民共和国在内，都承认苏联解体后在其现有边界内获得或恢复独立的15个国家建立或重新建立外交关系。中国还承认1994年12月4日《布达佩斯备忘录》的有效性，并于同日发表了向乌克兰提供安全保障的国家声明。同日，立陶宛外交部长加布里埃柳斯·兰茨贝尔吉斯在接受采访表示，在中国方面澄清立场后，这个问题已经结束了。
4月26日，中国国家主席习近平致电乌克兰总统弗拉基米尔·泽连斯基，这是自俄罗斯入侵乌克兰以来，两位领导人之间已知的首次接触。分析人士表示，这次通话可能是为了应对卢沙野失言风波，以防止中国加强对欧关系的努力受损。